# 小松崎邦雄

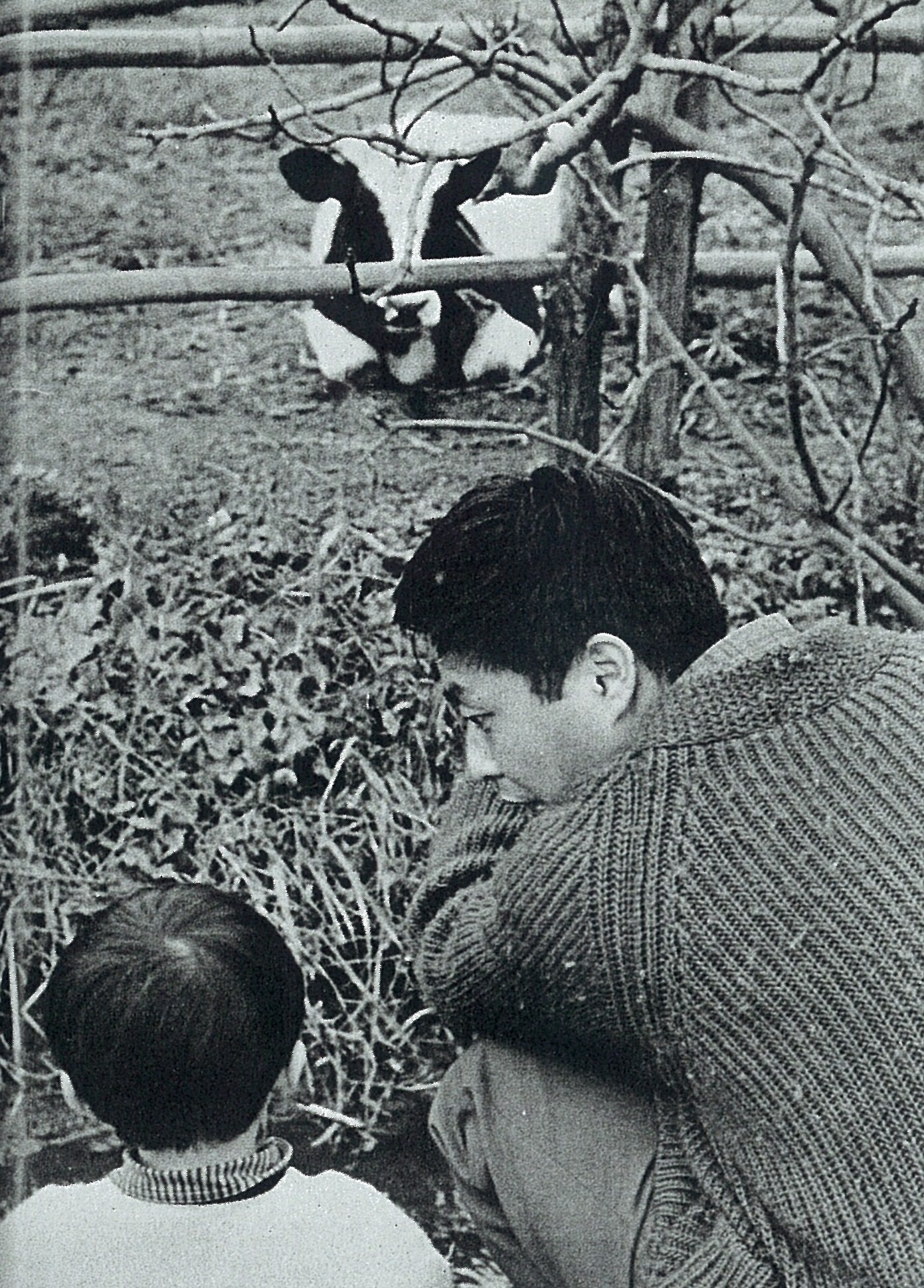
小松崎邦雄

小松崎 邦雄（こまつざき くにお、1931年9月2日 - 1992年12月28日）は、東京都出身の画家。浦和画家のひとり。

## 人物
日暮里に生まれ、9歳の時、浦和で料亭を営んでいた叔母の縁で浦和市高砂町に転居。浦和中学校（現埼玉県立浦和高等学校）に入学し、2年生だった14歳の時に高田誠につきデッサン、油彩を学んだ。
東京芸術大学油画科に入学すると高田の師であった安井曾太郎の教室に入った。翌年に安井が退職したため林武の教室に入った。大学卒業後、同大学油絵専攻科に進み、一水会への出品が始まった。東京芸術大学講師も務めた。

## 経歴
- 1931年（昭和6年） - 東京市荒川区日暮里に出生。その後9歳で浦和市高砂町に転居。
- 1954年（昭和29年） - 東京芸術大学油画科を卒業、同大学油絵専攻科に進学。一水会第16回展に初出品し、初入選。
- 1956年（昭和31年） - 東京芸術大学油絵専攻科を修了。一水会第18回展に出品し、一水会賞を受賞。
- 1957年（昭和32年） - 一水会会員となる。
- 1960年（昭和35年） - 一水会会員優賞を受賞。
- 1961年（昭和36年） - 長男(小松崎徹郎)が誕生。浦和市仲町に転居。
- 1992年（平成4年） - 心不全のため浦和市立病院で死去[2]。